# Joan Blackman
Joan May Blackman (* 18. Mai 1938 in San Francisco, Kalifornien) ist eine US-amerikanische Schauspielerin.

## Leben
Blackman begann ihre Schauspielkarriere Mitte der 1950er-Jahre mit Gastauftritten in Fernsehserien. Ihr Spielfilmdebüt hatte sie 1959 im Western Der Henker wartet schon an der Seite von Fred MacMurray und Robert Vaughn. Im selben Jahr war sie neben Dean Martin und Shirley MacLaine im für drei Oscars nominierten Filmdrama Viele sind berufen zu sehen. Im Jahr 1960 spielte sie die weibliche Hauptrolle in der Jerry-Lewis-Komödie Besuch auf einem kleinen Planeten, danach war sie mit Blaues Hawaii und Kid Galahad – Harte Fäuste, heiße Liebe zweimal an der Seite von Elvis Presley zu sehen. Nach Boris Sagals Kriminalfilm Rufmord 1963 war sie mehrere Jahre lang nur in Fernsehproduktionen tätig; 1965 und 1966 spielte sie in der Seifenoper Peyton Place die Rolle der Marion Fowler. 
1959 heiratete sie den Schauspieler Joby Baker, den sie in der Schauspielschule kennengelernt hatte. Nachdem ihre Ehe mit Joby Baker bereits 1961 wieder geschieden worden war, heiratete sie 1968 den afroamerikanischen Schauspieler Rockne Tarkington und brachte in den folgenden beiden Jahren zwei Söhne zur Welt. Diese Ehe hielt bis 1970. Mitte der 1970er Jahre gab sie ihre Karriere auf, um ihre beiden Kinder großzuziehen. In manchen Datenbanken sind ihr fälschlicherweise auch Auftritte einer namensgleichen kanadischen Schauspielerin zugeschrieben.

## Filmografie (Auswahl)
- 1959: Der Henker wartet schon (Good Day for a Hanging)
- 1959: Viele sind berufen (Career)
- 1960: Besuch auf einem kleinen Planeten (Visit to a Small Planet)
- 1961: Blaues Hawaii (Blue Hawaii)
- 1961: Ein charmanter Hochstapler (The Great Impostor)
- 1962: Kid Galahad – Harte Fäuste, heiße Liebe (Kid Galahad)
- 1963: Rufmord (Twilight of Honor)
- 1964: Perry Mason (Fernsehserie, Folge The Case of the Ruinous Road)
- 1965: Bonanza (Fernsehserie, Folge The Return)
- 1965–1966: Peyton Place (Fernsehserie, 16 Folgen)
- 1966: Rauchende Colts (Gunsmoke; Fernsehserie, Folge Sanctuary)
- 1966: Tennisschläger und Kanonen (I Spy; Fernsehserie, Folge The Barter)
- 1968: Die Tollkühnen (Daring Game)
- 1973: Teufelskreis der Angst (Circle of Fear; Fernsehserie, Folge Earth, Air, Fire and Water)
- 1974: Animal Women – Animalische Frauen (Pets)